# Wintzenheim-Kochersberg
Wintzenheim-Kochersberg település Franciaországban, Bas-Rhin megyében. Lakosainak száma 527 fő (2022. január 1.). Wintzenheim-Kochersberg Hohengœft, Neugartheim-Ittlenheim, Kuttolsheim és Willgottheim községekkel határos.

## Népesség
A település népessége az elmúlt években az alábbi módon változott:
| Lakosok száma | 355  | 380  | 400  | 425  | 453  | 482  | 516  | 523  | 527  |
|               | 2013 | 2015 | 2016 | 2017 | 2018 | 2019 | 2020 | 2021 | 2022 |